# Dreaming city
Dreaming city is een studioalbum van Glass Hammer.
Steve Babb en Frend Schendel kwamen met een conceptalbum omtrent een held (Skallagrim) met zwaard (Terminus) die zijn geliefde moet redden. Het verhaal is verdeeld in twaalf hoofdstukken (Chapters). Ze namen het album op in hun eigen geluidsstudio Sound Recoruces in Chattanooga (Tennessee). Glass Hammer werd voor albums voor deze veelal vergeleken met Yes; hun voormalige zanger werd in Yes opgenomen. Bij Dreaming city werd die vergelijking achterwege gelaten; de muziek is compacter en steviger en meer in de stijl van Rush met hier en daar spacerock gelijkend op Hawkwind. Een van de ingeschakelde zangers, Reese Boyd, maakte ten tijde van de opnamen deel uit van The Spirit of Rush; een band die alleen maar muziek van Rush uitvoert (tributeband).  
Het verhaal is gebaseerd op Skallagrim and the dreaming city, book one of The Terminus chronicles van Babb zelf, maar nooit uitgegeven. Hij liet zich inspireren door Elric of Melniboné; boek 1: The dreaming city van Michael Moorcock. De band gaf op Facebook aan dat het verhaal zich afspeelt in de wereld van hun eerdere album The inconsolable secret met The knight of the north. Een man probeert onder tijdsdruk zijn geliefde te redden met zijn zwaard Terminus.

## Musici
- Steve Babb – basgitaar, toetsinstrumenten, zang
- Fred Schendel – toetsinstrumenten, gitaar, achtergrondzang
- Aaron Raulson – drumstel
- Reese Boyd – gitaar, zang
- John Beagly – zang
- Brian Brwer – gitaar
- Susie Bogdanowicz – zang
- Joe Logan – zang
- James Byron Schoen – gitaarsolo The key
- Barry Seroff – dwarsfluit

## Muziek
Babb schreef de teksten; Babb en Schendel de muziek.

| Nr. | Titel                                      | Duur  |
| --- | ------------------------------------------ | ----- |
| 1.  | Chapter one (The dreaming city)            | 7:14  |
| 2.  | Chapter two (Cold star)                    | 7:29  |
| 3.  | Chapter three (Terminus)                   | 4:19  |
| 4.  | Chapter four (The lurker beneath)          | 1:41  |
| 5.  | Chapter five (Pagarna)                     | 3:33  |
| 6.  | Chapter six (At the threshold of dreams)   | 4:11  |
| 7.  | Chapter seven (This lonely world)          | 4:52  |
| 8.  | Chapter eight (October ballad)             | 4:10  |
| 9.  | Chapter nine (The tower)                   | 2:44  |
| 10. | Chapter ten (A desperate man)              | 4:12  |
| 11. | Chapter eleven (The key)                   | 6:13  |
| 12. | Chapter twelve (The watchman on the walls) | 11:35 |